# Vila Nova de Tazem
Vila Nova de Tazem es una freguesia portuguesa del concelho de Gouveia, con 15,77 km² de superficie y 2.011 habitantes (2001). Su densidad de población es de 127,5 hab/km².